# 格蘭德塔里哈河

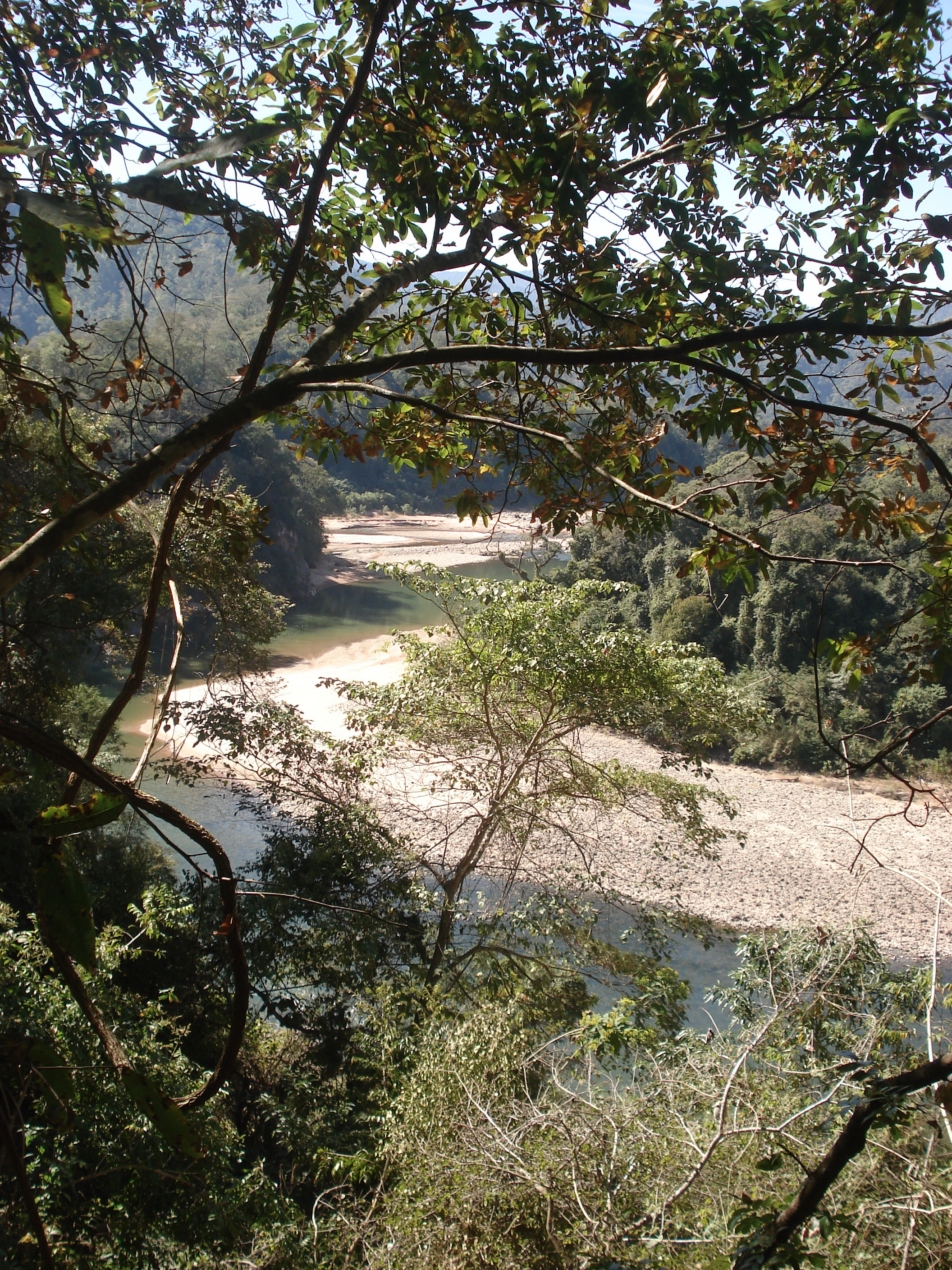
格蘭德塔里哈河

格蘭德塔里哈河（西班牙語：Río Grande de Tarija）是南美洲的河流，流經阿根廷和玻利維亞，屬於貝爾梅霍河的支流，河道全長86公里，流域面積10,460平方公里，發源自塔里哈省。
22°55′37″S 64°20′11″W / 22.92694°S 64.33639°W